# جان گاسپاره ناپولیتانو
جان گاسپاره ناپولیتانو (ایتالیایی: Gian Gaspare Napolitano؛ ‏ ۳۰ آوریل ۱۹۰۷ – ۵ ژانویهٔ ۱۹۶۶) روزنامه‌نگار، فیلم‌نامه‌نویس، کارگردان فیلم، و نویسنده اهل ایتالیا بود. یکی از فیلم‌های او به نام جادوی سبز در سومین جشنواره بین‌المللی فیلم برلین به نمایش درآمد و نامزد دریافت نخل طلا در جشنواره فیلم کن ۱۹۵۳ شد.
از فیلم‌های دیگری که وی در آن‌ها نقش داشته است، می‌توان به گذرنامه سرخ اشاره نمود.